# سليمة بلحاج
سليمة بلحاج (بالهولندية: Salima Belhaj)‏ (مواليد 18 أكتوبر 1978)، هي سياسية هولندية وعضو في مجلس النواب في هولندا للديمقراطيين منذ عام 2016 وذلك عندما حلت محل وسيلة حشي، وقد عملت سابقا كعضو مجلس بلدية وزعيم فصائل في روتردام بين عامي 2008 و 2016.

## حباتها المهنية
ولدت سليمة في في 18 تشرين الأول / أكتوبر 1978 في هاردرفايك. وتعود أصولها إلى المغرب حيث كان والدها عاملا اجتماعيا، وقد انتقلت بلحاج إلى روتردام لدراسة شئون العاملين والعمل في جامعة روتردام للعلوم التطبيقية أيضًا وذلك بين عامي 1998 و 2002.
من 2004 إلى 2007 كانت بلحاج منسقة شؤون الموظفين في متحف بويجمانز فان بيونينغن، وعملت كرائدة أعمال في مسرح دي أبيل من 2007 إلى 2008، ومن 2008 حتى يناير 2016 كانت رئيسة فريق سكابينو للباليه.
كانت بلحاج عضوا في المجلس البلدي لروتردام للديمقراطيين بين يناير 2008 ويناير 2016، وخلال هذه الفترة كانت أيضًا زعيم فصائل.
عندما بدأت بلحاج كانت هي العضو الوحيد في مجلس الديمقراطيين، وخلال سنواتها الأخيرة في مجلس الديمقراطيين أصبح هذا المجلس جزءا من الائتلاف الحاكم البلدي.
فس 31 يناير 2016، أصبحت بلحاج عضوة في مجلس النواب الهولندي حيث حات محل وسيلة حشي. تتعامل بلحاج في المجلس مع موضوعات كالدفاع والموانئ والبنية التحتية.

## وصلات خارجية
- Parlement.com biography